# Smilla Vallotto
Smilla Vallotto (* 23. März 2004 in Genf) ist eine Schweizer Fussballspielerin. Sie spielt für den VfL Wolfsburg und für die Schweizer Nationalmannschaft.

## Karriere

### Verein
Vallotto wuchs in Stavanger in Norwegen auf. Sie spielte in ihrer Jugend bei Forus og Gausel IL, Hinna IL und Viking FK. Sie zog dann im Alter von 16 Jahren nach Oslo, wo sie sich in der Akademie von Stabæk IF ausbilden liess. Parallel dazu besuchte sie die Sportschule in Bærum. Am 3. Juli 2021 spielte sie erstmals in der ersten Mannschaft von Stabæk Fotball. Nach zwei Jahren in der höchsten norwegischen Liga wechselte sie nach Schweden zu Hammarby IF, wo sie einen Vertrag über zweieinhalb Jahre unterschrieb. Am 11. Juni 2025 wurde bekanntgegeben, dass Vallotto auf die Saison 2025/26 hin zum VfL Wolfsburg wechseln wird.

### Nationalmannschaft
Vallotto spielte zunächst für die U-16-Nationalmannschaft Norwegens. Von 2021 bis 2023 spielte Vallotto für die U-19-Nationalmannschaft der Schweiz. Sie kam zu insgesamt 17 Einsätzen und schoss dabei 6 Tore.
Im Februar 2023 wurde sie von Nationaltrainerin Inka Grings erstmals für die Schweizer A-Nationalmannschaft aufgeboten, blieb jedoch zunächst ohne Einsatz. Sie wäre auch für das Trainingslager zur Vorbereitung der Weltmeisterschaft 2023 nominiert worden, erhielt jedoch von ihrem Klub keine Freigabe, da die Meisterschaft in Norwegen zu diesem Zeitpunkt noch nicht beendet war. Vallotto wurde so für das WM-Kader nicht berücksichtigt. Ihr erstes Länderspiel bestritt Vallotto am 22. September 2023 in der Nations League gegen Italien. Vier Tage darauf wurde sie gegen die amtierenden Weltmeisterinnen aus Spanien erstmals von Beginn an eingesetzt. Ihr Auftritt wurde später als «Lichtblick» bezeichnet. Ihr erstes Länderspieltor erzielte sie im EM-Qualifikationsspiel gegen Aserbaidschan; sie traf mittels Penalty zum 1:0. Auch an den drei anderen Schweizer Toren war sie als Assistgeberin beteiligt. Das Schweizer Fernsehen sprach danach von einer «Vallotto-Show». Sie stand im Kader für die Europameisterschaft 2025 und spielte bei allen vier Spielen der Schweizerinnen von Beginn an. Die Schweiz erreichte den Viertelfinal.

## Persönliches
Vallotto wurde in Genf geboren, 2008 zog die Familie nach Norwegen um. Vallotto hat neben dem Schweizer Pass auch den norwegischen und den italienischen. Ihre Mutter stammt aus Norwegen, ihr Vater ist Schweizer und Italiener.

## Auszeichnungen
- 2023: Beste junge Spielerin, verliehen vom Schweizerischen Fussballverband und der Swiss Football League[9]